# 亨德里克·邦曼
亨德里克·邦曼（德語：Hendrik Bonmann，1994年1月22日—）是一名德國職業足球員，出生于埃森。曾效力德丙球隊1860慕尼黑。司職門將。现为禾夫斯貝加體育會效力。

## 生涯

### 俱乐部
亨德里克·邦曼从7岁开始在他出生地埃森南部的一个市区俱乐部开始踢球。2004年他转到沙尔克04足球俱乐部的青少年队。他在那里待了5年，由于他当时的身高只有1.7米他被定为“不适宜当门将”。他因此转到红白埃森足球俱乐部。
2012年/13年赛季邦曼与红白埃森足球俱乐部升级到德国19岁以下足球甲级联赛，在这个联赛中他遇到了他过去的俱乐部沙尔克04足球俱乐部以及他后来的俱乐部多特蒙德足球俱樂部。邦曼在联赛中参加14场比赛，在第一轮里保持9个多小时没有入球。从2012年12月开始他不再是19岁以下的队员，而是红白埃森足球俱乐部参加德国足球西部地区联赛第一球队扩展队员之一。2012年12月8日在对红白奥伯豪森足球俱乐部的比赛中他首次参赛，红白埃森足球俱乐部以2：1胜。到赛季结束邦曼在第1球队里还参加了5次比赛。
2013年/14年赛季邦曼转到多特蒙德足球俱樂部。他加入23岁以下球队，目标是逐渐培养成甲级联赛队员。但是第3号门将兹拉坦·阿洛梅羅維奇受伤后邦曼与甲级队一起训练并且也参加了一些比赛。2013年7月20日他首次参加德国足球丙级联赛比赛，以1：0战胜斯图加特体育俱乐部的第2队。2015年/16年赛季阿洛梅羅維奇转到凯泽斯劳滕足球俱乐部，邦曼成为第1队的第3号门将。2016年秋由于主门将受伤他升级为副门将，与多特蒙特足球俱乐部一起参加欧洲冠军杯比赛。本来他的合同应该2018年6月30日到期。
2017年8月邦曼转到在巴伐利亚足球地区联赛参赛的1860慕尼黑體育會，他在那里竞争主门将的地位。赛季末邦曼随1860慕尼黑體育會一起升级到丙级联赛。在2018年/19年赛季的第6场比赛中邦曼膝盖受伤，在该赛季中未能再次上场。
在2019年/20年赛季中邦曼在每场比赛中都站在门前，直到2019年11月他因为受伤短时间没有上场。此后到赛季末他的合同到期为止他没有再上场。此后邦曼没有合同。直到2020年10月他才与维尔茨堡踢球者签署一份定期到2022年夏的合同。在维尔茨堡他一开始任法比安·吉費爾的副门将，2021年成为主门将。在德國足球乙級聯賽中他出场20次，但是在赛季末他随维尔茨堡降级。在丙级联赛中邦曼任队长，他在2021年/22年赛季中出场34次。但是在赛季末邦曼再次与球队降级到地区联赛。
邦曼因此在合同到期后离开维尔茨堡。在2022年/23年赛季中他转到奥地利甲级联赛俱乐部禾夫斯貝加體育會，他的合同签署到2024年7月。

### 国家队
19岁以下国家队教练克里斯蒂安·齐格提名邦曼参加2013年3月3日至6日在法兰克福举办的19岁以下国家队训练。除他以外斯图加特体育俱乐部的奥迪塞斯·弗拉霍迪莫斯等其他门将候选人也参加训练。但是他没有参加国家队比赛。

## 外部連結
- fussballdaten.de：Hendrik Bonmann之統計數據 （德文）